# ビブリス科
ビブリス科（ビブリスか、Byblidaceae）は双子葉植物に属する食虫植物の科のひとつ。

## 分類
クロンキスト体系ではビブリス属（Byblis、オーストラリアなどに分布）とロリドゥラ属（Roridula、南アフリカ）の2属を含める。しかし新エングラー体系、APG植物分類体系ではビブリス属のみからなる単型科とする（ロリドゥラ属は別の単型科ロリドゥラ科Roridulaceaeとする）。

## ビブリス属
ビブリス属はオーストラリア西部・北部とニューギニア島南部の湿地に自生する草本。3から6種に分類される。葉は茎と同様に細長く、表面に密生した毛から粘液を分泌して虫を捕える。見かけはロリドゥラ属やモウセンゴケ科のナガバノイシモチソウなどに似る。花は紅または白色の両性花で5数性、放射相称で茎の先に単生する。果実は蒴果で2つに割れる。
かつてはロリドゥラ属と同じように、粘着した虫が分解されたものを栄養源として吸収する"半食虫植物"と思われていたが、2005年になって消化酵素を分泌することが明らかになり、モウセンゴケ科などと同じ「真正の食虫植物」とされた（なおロリドゥラ属についてはカメムシとの特異な共生関係が明らかになっている）。野生のものは減少し絶滅が危惧されるが、花が美しいのでよく栽培される。属名はギリシア神話のビブリス（ビュブリス）にちなむ。

## 系統
従来、ビブリス科の分類学上の位置は一定せず、古くはモウセンゴケ科などとの類縁が考えられ、新エングラー体系・クロンキスト体系ではロリドゥラ科とともにバラ目に入れられた。APG植物分類体系による系統分類では、ロリドゥラ科と別にしてシソ目に入れている。